# Opopanax siculum
Opopanax siculum är en flockblommig växtart som beskrevs av Alfred Huet du Pavillon och Carl Fredrik Nyman. Opopanax siculum ingår i släktet Opopanax och familjen flockblommiga växter. Inga underarter finns listade i Catalogue of Life.